# کارل هاینز ریپکنز
کارل هاینز ریپکنز (انگلیسی: Karl-Heinz Ripkens؛ زادهٔ ۹ دسامبر ۱۹۳۷) بازیکن فوتبال اهل آلمان است.
از باشگاه‌هایی که در آن بازی کرده‌است می‌توان به باشگاه فوتبال بایر ۰۴ لورکوزن، باشگاه فوتبال اس‌سی فورتونا کلن، باشگاه فوتبال کلن، و باشگاه فوتبال استاندارد لیژ اشاره کرد.